# Polycentropus albipunctus
Polycentropus albipunctus är en nattsländeart som först beskrevs av Banks 1930.  Polycentropus albipunctus ingår i släktet Polycentropus och familjen fångstnätnattsländor. Inga underarter finns listade i Catalogue of Life.